# Один день (фільм)
Один день (англ. One day) — американсько-британська мелодрама данської режисерки Лоне Шерфіґ, знята у 2011 році за мотивами роману англійського письменника Девіда Ніколлса «Один день».

## Сюжет
Емма Морлі (Енн Гетевей) та Декстер Мейг'ю (Джим Стерджес) — випускники Единбурзького університету, які знайомляться на випускному вечорі 15 липня 1988 року. Вони проводять разом ніч, але вирішують залишитися просто друзями. І хоча на перший погляд між ними не виникає романтичних стосунків, упродовж наступних років вони намагаються триматися один одного, попри життєві обставини, які постійно розводять їх у різні боки.
Майже щороку вони зустрічаються 15 липня впродовж 15 років. При цьому обидва відчувають одне до одного щонайменше симпатію, сильнішу за дружню, але або не зізнаються собі в цьому, або не наважуються сказати вголос.
Декстер у перші роки будує кар'єру на телебаченні, що спочатку йому вдається (він стає ведучим телешоу), але згодом він «застрягає» на одній посаді, втрачає інтерес до справи, починає зловживати алкоголем, і зрештою його звільняють. Незадовго до цього помирає його мати. Декстер влаштовується працювати простим працівником на кухні до свого колишнього однокурсника, який володіє мережею ресторанів.
Він одружується через вагітність супутниці, хоча вони явно не підходять одне одному за характером. Дружина невдовзі починає зраджувати йому з тим самим однокурсником. За кілька років Декстер розлучається.
Емма після закінчення університету мріє стати письменницею, але перші роки працює офіціанткою в мексиканській забігайлівці. Згодом стає вчителькою. Вимушено ділить зйомну квартиру з коміком-невдахою Яном (Рейф Сполл), який її нібито кохає, але вона його радше просто терпить.
На момент весілля Декстера їй нарешті виплачують аванс за написання книги. До моменту його розлучення вона вже відома письменниця, живе у власній квартирі та зустрічається з музикантом.
Декстер приїздить до неї в гості, і Емма хоче їх познайомити. По дорозі на зустріч із музикантом Декстер зупиняється і каже: «Я так не можу», — прощається з Еммою і йде на вокзал. За кілька хвилин Емма наздоганяє його і цілує в губи.
Приблизно за рік вони одружуються. Ще через два роки Емму збиває машина, і вона гине. Це стає тяжким ударом для Декстера, і він знову починає багато пити. До нього приїздить батько, з яким у нього багато років були напружені стосунки. Відповідаючи на запитання Декстера «Як тепер жити?», батько каже: «Живи так, ніби вона ще жива. Я після смерті твоєї матері так і живу».
Декстер повертається до життя й працює у власному кафе, яке вони колись відкрили разом із Еммою. Одного разу до нього приїздить той самий «комік-невдаха», який на той час уже знайшов кращу роботу, одружився, має дітей. Він дякує Декстеру за те, що той зробив Емму щасливою, і додає, що саме Емма зробила Декстера людиною.
Наприкінці фільму Декстер гуляє з дочкою тими місцями, де понад 20 років тому вони з Еммою гуляли вперше й домовилися залишатися друзями.

## У ролях
| Актор             | Роль                  |
| ----------------- | --------------------- |
| Енн Гетевей       | Емма Морлі            |
| Джим Стерджес     | Декстер Мейг'ю        |
| Рейф Сполл        | Ян                    |
| Патрісія Кларксон | Елісон Мейг'ю         |
| Ромола Ґарай      | Сільвія Коуп          |
| Джоді Вайттакер   | Тіллі                 |
| Джорджія Кінґ     | Сьюкі Медоус          |
| Наталі Галлам     | дружина Яна           |
| Джеймі Сівз       | Годалмінґ             |
| Метт Беррі        | Аарон                 |
| Том Місон         | Каллум                |
| Меттью Бірд       | Мюрей Коуп            |
| Кен Стотт         | Стів, батько Декстера |
| Тобі Реґбо        | Самуіл Коуп           |

## Цікаві факти
Після того як Енн Гетевей прочитала один з перших варіантів сценарію, їй так сподобався персонаж Емми, що вона навмисне прилетіла до Лондона, щоб пояснити Лоне Шерфіґ, чому ця роль повинна дістатися їй.